# Wołodymyriwka (hromada Wołodymyriwka)
Wołodymyriwka (ukr. Володимирівка) – wieś na Ukrainie, w obwodzie mikołajowskim, w rejonie basztańskim, siedziba hromady. W 2001 liczyła 2793 mieszkańców, spośród których 1034 wskazało jako ojczysty język ukraiński, 1740 rosyjski, 12 mołdawski, 1 białoruski, 2 ormiański, 1 polski, a 3 inny.